# Terminalia buceras
Terminalia buceras är en tvåhjärtbladig växtart som först beskrevs av Carl von Linné, och fick sitt nu gällande namn av John Wright. Terminalia buceras ingår i släktet Terminalia och familjen Combretaceae. Inga underarter finns listade i Catalogue of Life.